# Contea di Raoyang
La contea di Raoyang (饶阳县S, Ráoyáng XiànP) è una contea della Cina, situata nella provincia di Hebei e amministrata dalla prefettura di Hengshui.